# فيلي ماغواير
فيلي ماغواير (بالإنجليزية: Willie McGuire)‏ هو لاعب كرة قدم ومدرب كرة قدم بريطاني، ولد في 24 يناير 1957 في بلزهيل ‏ في المملكة المتحدة. لعب مع نادي فالكيرك.